# صوت العروبة
جريدة صوت العروبة هي أسبوعية مطبوعة تصدر في الولايات المتحده الأمريكية منذ عام 1993م، رئيس تحريرها هو وليد رباح، يقع مقرها الرئيسي بنيوجيرسي بالولايات المتحدة، لم تنقطع جريدة صوت العروبة عن الصدور في أي عدد منذ انشائها. وتوزع في خمس ولايات أمريكية، ولها موقع نشيط على شبكة الإنترنت بالموازاة مع الجريدة المطبوعة.
تعتبر أحد أهم الجرائد العربية الصادرة بالولايات المتحدة،

في عام 2002م نشرت جريدة صوت العروبة مقتطفات من "بروتوكولات حكماء صهيون"، كما نشرت سنة 2002م على الجريدة مقالاً آخر يتهم الصهيونية بأن لها يداً وراء هجمات 11 سبتمبر، مما جنى متاعباً على رئيس تحريرها برفع قضايا ضده على محاكم أمريكية، عندما اتهم آنذاك وليد رباح ككاتب المقال وكرئيس تحريرها بمعاداة السامية.

## الاهتمامات
تتبنى «صوت الحرية» شعاراً لها، وتهتم بمشاكل الشتات العربي المعاصر.
لا تنتمي حسب إعلانها لأي حزب أو جهة أوطائفة دينية، ولا تفرق بين الأعراق والأديان، وتعتمد القومية وقضايا العالم العربي من إشكالات دول الجنوب في طرحها.

## وصلات خارجية
- موقع جريدة صوت العروبة
- (فيديو الجزيرة نت) بعنوان: حكاية.. أقدم جريدة عربية بولايتي نيويورك ونيوجرسي